# Ambato

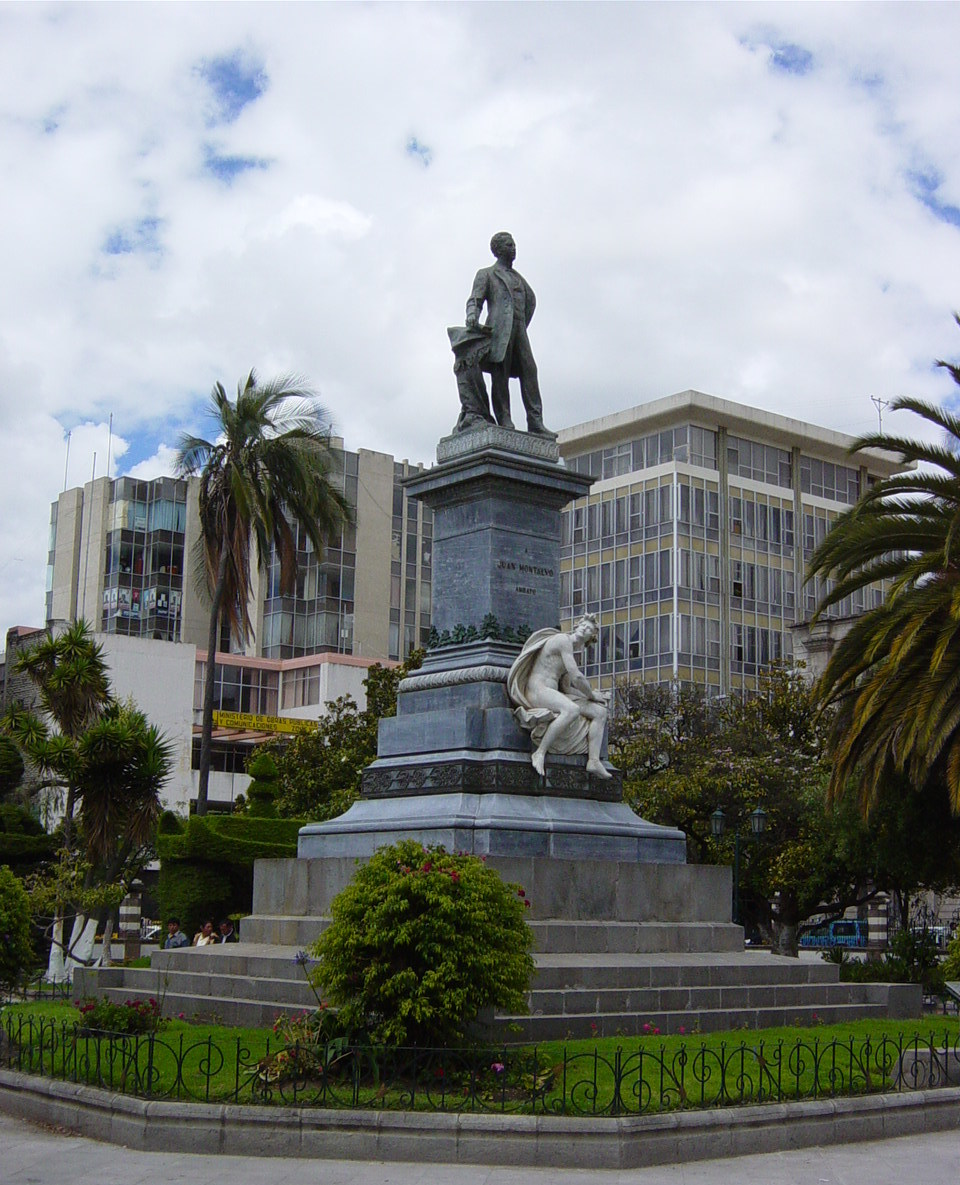
Monument a Juan Montalvo.

Ambato (nom oficial San Juan de Ambato) és una ciutat de l'Equador, capital de la província de Tungurahua, situada al centre de la vall interandina, a la fossa de Patate, a 2600 metres d'altura. La seva població és 154.095 habitants (2001).
Ambato fou fundada el 1539. El 1756, a petició dels habitants, el rei li va concedir el títol de villa. Ambato ha estat destruïda diverses vegades per terratrèmols i erupcions. La seva última destrucció va ser el 5 d'agost de 1949: un terratrèmol va destruir quasi totalment la ciutat, que es va reconstruir durant els dos anys següents (en honor d'aquesta recuperació se celebra la Fiesta de las Flores y las Frutas en els dies de carnaval).

## Persones il·lustres
Entre els personatges més importants nascuts a Ambato hi destaquen:
- Jorge Enrique Adoum, escriptor i polític
- Juan León Mera, escriptor
- Juan Montalvo, escriptor